# Lori Bowden
Lori Bowden (Fergus, 13 juni 1967) is een professioneel triatlete en duatlete uit Canada. Ze werd wereldkampioene triatlon op de Ironman-afstand en wereldkampioene duatlon op de lange afstand.
Bowden won tweemaal de Ironman Hawaï (1999 en 2003). Het sterkste onderdeel van haar is de marathon. Haar snelste marathon bij een hele triatlon liep ze binnen de 3 uur.
Ze woont in Portland en is getrouwd met triatleet Peter Reid. In 2005 kreeg ze een zoon. Haar man heeft ze in 1993 ontmoet in Japan tijdens een wedstrijd.
Vanwege de zwangerschap was Bowden een tijdje uit de running. In 2006 werd ze weer tweede tijdens de Ironman Austria.
Haar man en Bowden hebben de naam "The fittest couple".

## Titels
- Wereldkampioene triatlon op de Ironman-afstand - 1999, 2003
- Wereldkampioene duatlon op de lange afstand - 1998

## Belangrijkste overwinningen
1995
- Ironman Canada in 10:22.00

1997
- Ironman Canada in 9:22.09

1998
- Ironman Canada in 9:21.16
- Wereldkampioene duatlon (lange afstand) - 7:21.51

1999
- Ironman Australia in 9:08.52
- Ironman Canada in 9:14.03
- Ironman Hawaï in 9:13.02

2000
- Ironman Australia in 8:55.08
- Peterborough tri (1/2) in 4:23.27

2001
- Ironman Austria in 8:59.14
- Ironman Australia in 9:00.19

2002
- Ironman Canada in 9:15.52
- Ironman Austria in 8:51.22

2003
- Ironman Hawaï in 9:11.55
- Timberman (1/2) in 4:33.07
- Eagleman (1/2) in 4:21.53

1978 geen vrouwen ·
1979 Lyn Lemaire (enige vrouw) ·
1980 Robin Beck ·
1981 Linda Sweeney ·
1982 (feb.) Kathleen McCartney ·
1982 (okt.) Julie Leach ·
1983 Sylviane Puntous ·
1984 Sylviane Puntous ·
1985 Joanne Ernst ·
1986 Paula Newby-Fraser ·
1987 Paula Newby-Fraser ·
1988 Erin Baker ·
1989 Paula Newby-Fraser ·
1990 Erin Baker ·
1991 Paula Newby-Fraser ·
1992 Paula Newby-Fraser ·
1993 Paula Newby-Fraser ·
1994 Paula Newby-Fraser ·
1995 Karen Smyers ·
1996 Paula Newby-Fraser ·
1997 Heather Fuhr ·
1998 Natascha Badmann ·
1999 Lori Bowden ·
2000 Natascha Badmann ·
2001 Natascha Badmann ·
2002 Natascha Badmann ·
2003 Lori Bowden ·
2004 Natascha Badmann ·
2005 Natascha Badmann ·
2006 Michellie Jones ·
2007 Chrissie Wellington ·
2008 Chrissie Wellington ·
2009 Chrissie Wellington ·
2010 Mirinda Carfrae ·
2011 Chrissie Wellington ·
2012 Leanda Cave ·
2013 Mirinda Carfrae ·
2014 Mirinda Carfrae ·
2015 Daniela Ryf ·
2016 Daniela Ryf ·
2017 Daniela Ryf ·
2018 Daniela Ryf ·
2019 Anne Haug
2008 Catriona Morrison ·
2007 Catriona Morrison ·
2006 Yvonne van Vlerken ·
2005 Erika Csomor ·
2004 Ulrike Schwalbe ·
2003 Fiona Docherty ·
2002 Karin Thürig ·
2001 Karin Thürig ·
2000 Edwige Pitel ·
1999 Debbie Nelson ·
1998 Lori Bowden ·
1997 Natascha Badmann